# پوینتس دو مورتی
پوینتس دو مورتی (به لاتین: Pointes de Mourti) یک کوه در سوئیس است که در کانتون وله واقع شده‌است. پوینتس دو مورتی ۳٬۵۶۴ متر بالاتر از سطح دریا واقع شده‌است.